# Maurice Vrijmoed
Maurice Vrijmoed (* 8. Dezember 1988 in Voorburg) ist ein ehemaliger niederländischer Radrennfahrer.
Maurice Vrijmoed wurde 2003 niederländischer Meister im Straßenrennen der Jugendklasse. Im nächsten Jahr wurde er auf der Bahn Jugendmeister in der Einerverfolgung. In der Juniorenklasse wurde er 2005 nationaler Vizemeister im Straßenrennen. 2007 und 2008 fuhr Vrijmoed für das niederländische Continental Team Van Vliet-EBH Elshof. In seinem zweiten Jahr dort wurde er nationaler Meister im Mannschaftszeitfahren. 2009 wechselte er zum Rabobank Continental Team, mit dem er das Mannschaftszeitfahren zum Auftakt der Olympia’s Tour gewann. Zum Saisonende 2010 beendete er seine Radsportlaufbahn.

## Erfolge
2008
- Niederländischer Meister – Mannschaftszeitfahren

2009
- Mannschaftszeitfahren Olympia’s Tour

## Teams
- 2007 Van Vliet-EBH Advocaten
- 2008 Van Vliet-EBH Elshof
- 2009 Rabobank Continental
- 2010 Rabobank Continental